# Hymedesmia simillima
Hymedesmia simillima är en svampdjursart som beskrevs av William Lundbeck 1910. Hymedesmia simillima ingår i släktet Hymedesmia och familjen Hymedesmiidae. Inga underarter finns listade i Catalogue of Life.